# 三苯基六氟磷酸碳
三苯基六氟磷酸碳是一种有机化合物，化学式为C
19H
15F
6P，或写成(C
6H
5)
3CPF
6，由三苯甲基正离子（[(C
6H
5)
3C]+
）和六氟磷酸根阴离子（[PF
6]−
）构成。它是棕色粉末，可以迅速水解为三苯甲醇。它是有机合成中的催化剂和反应试剂。

## 制备
三苯基六氟磷酸碳可由六氟磷酸银和三苯基氯甲烷反应得到：
AgPF6 + (C6H5)3CCl → (C6H5)3CPF6 + AgCl
另一种方法则利用了三苯甲醇的质子交换反应：
HPF6 + (C6H5)3COH → (C6H5)3CPF6 + H2O